# We Can't Sleep at Night
We Can't Sleep at Night (znani tudi po kratici WCSAN) je bila trboveljska indie rock glasbena skupina, ki je bila aktivna v letih 2004–2013. Skupino so sestavljali vokalist in kitarist Marko Lavrin, bobnar Jure Lavrin in basist Gašper Vozelj. Do leta 2007 je bil član skupine tudi Miha Prašnikar (ki je kasneje ustanovil skupino Koala Voice). Skupina je v drugi polovici leta 2013 uradno razpadla. Bobnar Jure Lavrin je trenutno član skupine Nina Bulatovix.
V času aktivnosti je skupina izdala dva studijska albuma: We Can't Sleep at Night leta 2008 in Dej še kazga zbudte pa ga sabo vzemte leto kasneje.
V članku časopisa Delo je bilo rečeno, da so "razposajeni zasavski indie rockerji s srčnim koncertiranjem, neumornim mednardonim turanjem in entuzijastičnim aktivizmom v zadnjih letih postali nosilci domače indie scene."
Septembra 2011 so nastopili na oddaji Izštekani, kjer so odigrali dvajset pesmi, od katerih skoraj polovica ni z nobenega studijskega izdelka. Istega leta so nastopili tudi v Beogradu v sklopu turneje Ko je** Laibach?!, kjer so se jim na odru pridružili člani srbske skupine Petrol.

## Člani
Trenutni člani
- Marko Lavrin — vokal, kitara
- Gašper Vozelj — bas kitara
- Jure Lavrin — bobni
- Primož Vozelj — zvočni tehnik (v živo)

Bivši člani
- Miha Prašnikar — kitara (2004–2007)

## Diskografija
- We Can't Sleep at Night (2008)
- Dej še kazga zbudte pa ga sabo vzemte (2009)